# Semiothisa trirecurvata
Semiothisa trirecurvata là một loài bướm đêm trong họ Geometridae.